# دورتی آرنولد
دورتی آرنولد (انگلیسی: Dorothy Arnold؛ ۲۱ نوامبر ۱۹۱۷ – ۱۳ نوامبر ۱۹۸۴) یک هنرپیشه اهل ایالات متحده آمریکا بود. وی بین سال‌های ۱۹۳۷ تا ۱۹۵۸ میلادی فعالیت می‌کرد.